# Ralls County
Das Ralls County ist ein County im US-amerikanischen Bundesstaat Missouri. Im Jahr 2020 hatte das County 10.355 Einwohner und eine Bevölkerungsdichte von 8,5 Einwohnern pro Quadratkilometer. Der Verwaltungssitz (County Seat) ist New London.

## Geografie
Das County liegt im Nordosten von Missouri und grenzt im Osten an Illinois, von dem es durch den Mississippi getrennt ist. Es hat eine Fläche von 1253 Quadratkilometern, wovon 33 Quadratkilometer Wasserfläche sind. An das Ralls County grenzen folgende Nachbarcountys:
|               | Marion County  | Pike County (Illinois) |
| Monroe County |                |                        |
|               | Audrain County | Pike County            |

## Geschichte
Das Ralls County wurde 1820 aus ehemaligen Teilen des Pike County gebildet. Benannt wurde es nach Daniel Ralls, einem Abgeordneten in Missouri.

## Demografische Daten
Nach der Volkszählung im Jahr 2010 lebten im Ralls County 10.167 Menschen in 3.771 Haushalten. Die Bevölkerungsdichte betrug 8,3 Einwohner pro Quadratkilometer. In den 3.771 Haushalten lebten statistisch je 2,55 Personen.
Ethnisch betrachtet setzte sich die Bevölkerung zusammen aus 97,3 Prozent Weißen, 1,1 Prozent Afroamerikanern, 0,1 Prozent amerikanischen Ureinwohnern, 0,2 Prozent Asiaten sowie aus anderen ethnischen Gruppen; 1,0 Prozent stammten von zwei oder mehr Ethnien ab. Unabhängig von der ethnischen Zugehörigkeit waren 1,0 Prozent der Bevölkerung spanischer oder lateinamerikanischer Abstammung.
23,4 Prozent der Bevölkerung waren unter 18 Jahre alt, 60,1 Prozent waren zwischen 18 und 64 und 16,5 Prozent waren 65 Jahre oder älter. 49,4 Prozent der Bevölkerung war weiblich.

Das jährliche Durchschnittseinkommen eines Haushalts lag bei 47.890 USD. Das Prokopfeinkommen betrug 21.089 USD. 11,4 Prozent der Einwohner lebten unterhalb der Armutsgrenze.

## Ortschaften im Ralls County
Citys
| - Center - Hannibal1 - Monroe City2 | - New London - Perry - Vandalia3 |

Village
- Rensselaer

Unincorporated Communities
| - Cincinnati - Greenlawn - Hassard - Hatch - Huntington - Hutchison | - Ilasco - Joanna - Madisonville - Monkey Run - Oakwood - Ralls | - Salt River - Saverton - Shaver Ford - Sheil - Spalding - The Landing |

1 – teilweise im Marion County

2 – teilweise Marion und im Monroe County

3 – teilweise im Audrain County

## Gliederung
Das Ralls County ist in sieben Townships eingeteilt:
| Township            | Einwohner (2010) | FIPS     |
| ------------------- | ---------------- | -------- |
| Center Township     | 928              | 29-12610 |
| Clay Township       | 2765             | 29-14482 |
| Jasper Township     | 562              | 29-36566 |
| Saline Township     | 781              | 29-65378 |
| Salt River Township | 1279             | 29-65612 |
| Saverton Township   | 2034             | 29-66080 |
| Spencer Township    | 1818             | 29-69410 |